# The Pop Hits
"The Pop Hits" (en español: "Los éxitos pop") es el segundo de dos álbumes recopilatorios del dúo pop sueco Roxette, publicado en marzo de 2003. El anterior a éste es The Ballad Hits, publicado en 2002.
Las canciones "Opportunity Nox", "Little Miss Sorrow", "Makin' Love To You", "Better Off On Her Own" y, "Bla Bla Bla Bla Bla (You Broke My Heart)" fueron grabadas especialmente para este álbum. La versión original del tema "Stupid" apareció primero en el álbum de Per Gessle en solitario titulado "The World According to Gessle". "Opportunity Nox" fue el único sencillo en extraerse de este álbum y se publicó el 24 de febrero de 2003.

## Edición sencilla y edición especial de lujo
De "The Pop Hits" se llegan a publicar al mercado dos ediciones diferentes: La edición sencilla y la edición de lujo. La edición sencilla consta sólo de un único CD de audio contentivo de 2 canciones nuevas ("Opportunity Nox" y "Little Miss Sorrow") más 13 temas viejos ya conocidos y lanzados como sencillos en su momento para un total de 15 canciones en el track-list. La edición de lujo o extendida es una edición especial limitada que consta además del CD de audio antes mencionado (con los 15 temas) de un EP o CD-bonus que contiene 4 canciones adicionales que originalmente nunca aparecieron dentro de un álbum oficial de Roxette sino iban siendo publicados como temas extras o Lados-B en los discos sencillos de otras canciones, son ahora publicados en la edición especial de éste recopilatorio.

## Reseña histórica
«Primavera de 1988. Hace dos años, Marie y Per Gessle Fredrksson habían formado Roxette con la ambición de conquistar el mundo y tener mucha de diversión en el camino. Habían pistoletazo de salida a su carrera con una serie de singles de éxito enérgico como "Neverending Love", "Soul Deep" y "I Call Your Name". Su álbum debut "Pearls Of Passion" fue multiplatino en ventas en Suecia. Todo el mundo decía que tenían potencial para hacer algo grande. Todo el mundo estaba feliz.

Todo el mundo excepto Marie y Per. Tenían un acto; pero no tienen un sonido. Per luchaba con una nueva canción. El ritmo. Tenía que tener el ritmo correcto. Se giró las perillas y presionó las teclas de su nuevo sintetizador Ensoniq ESQ-1. ¿Qué significa "Wiper"? ¿Y dónde está ese manual?. De repente tropezó con un latido de tartamudez en-su-cara. "Ta-ta-ta. Hmm... no está mal... "Walking kike a man, hitting like a hammer, she’s a juvenile scam, never was a quitter, tasty like a raingdrop, she’s got the look".

"The Look" demo se convirtió en el catalizador. En un destello de inspiración, productor Clarece Öfwerman y programador Anders Herrlin borró todas las grabaciones anteriores para el segundo álbum de Roxette y empezó desde cero. "Piensa diferente", era el lema. Los días se convirtieron en noches mientras las sesiones iban conformando para el gran momento. Escuchando las versiones acabadas de "The Look", "Dressed for Success" y "Dangerous", el campo de Roxette sabía que finalmente había encontrado un sonido propio. Ahora, todo el mundo estaba realmente feliz.

Después de haber terminado los años 80 en un triunfo de multimillonarios hits, Roxette iba entrado en la nueva década con un sentimiento de que todo era posible. Hey!, ¿qué pasa con un poco de psicodelia chicle?. ¿Qué hay de tirar algunos sonidos de feria? Y ¿qué pasa con algunos silbidos?. "Joyride" lo tenía todo, sin esfuerzo convirtiéndose en el cuarto hit #1 del grupo en los EE. UU. y encabezó las listas en muchos otros países también. "The Big L.", continuó en el estilo del secuenciador, guitarra pop que Roxette ahora había hecho su propia marca registrada. Sin embargo, "Church Of Your Heart" insinuó un leve cambio de dirección. Con sus acampanadas guitarras Rickenbacker, se puso de relieve las raíces del grupo en la soleada tradición del powerpop. No pretende ser más que una pista de un álbum sólido, se estrenó sin embargo, como el último single del álbum "Joyride" en la primavera de 1992.

"How Do You Do!" inició el álbum "Tourism" en el año 1992, logrando combinar el sentimiento de la caprichosa "luz-psicodelica" de "Joyride" con la nueva ola-ish  del powerpop. Después de haber terminado un asombroso Tour Mundial de un año, el grupo se tomó un breve descanso antes de comenzar un nuevo año de grabaciones. Regresaron en la primavera de 1994 con "Sleeping In My Car", el primer sencillo del álbum "Crash! Boom! Bang!", impulsado por un borroso riff guitarra y la poderosa voz de Marie, la canción subrayó hasta qué punto el grupo se había apartado de la programación digital del sonido de "The Look" del 88. "Run To You" fue un asunto más suave del mismo álbum, una pista de medio-tiempo que inmediatamente se convirtió en un favorito de las radios europeas.

Ahora, el grupo se embarcó en una nueva maratónica gira mundial antes de lanzar su primera colección de éxitos, "Don't Bore Us - Get To The Chorus!" en 1995. "June Affternoon" era una nueva pieza despreocupada pop acerca de los ensueños, los helados y los globos, perfectamente capturando el espíritu de verano con el que se grabó.

Después de haber trabajado casi sin parar desde su formación hace nueve años, Roxette ahora tomó en serio un tiempo libre, ya era hora de conseguir una vida, atender a los seres queridos, criar a los hijos, comprarse casas, elegir el papel tapiz, hacer inversiones en las cuatro ruedas y ver el Sol de vez en cuando. Regresaron con el álbum "Have A Nice Day" en 1999, enviando una onda de choque leve entre sus legiones de fans con el sabor-tecno de "Stars", añadiendo un coro de niños como añadidura. Un gran éxito en Eurepa, "Stars" fue la más obvia canicón de "amor-odio" de Roxette se había producido jamás. El siguiente álbum, del 2001 "Room Service", recogió el impulso ingenioso de "The Centre Of The Heart" y "Sugar Real". Ambos se convirtieron en grandes éxitos de radio en Europa y Suramérica, este último acompañado por un video hilarante en una sátira de "Late Night Show".

Lo que nos lleva a 2003 y las dos nuevas canciones en esta colección: "Opportunity Nox" y "Little Miss Sorrow", ambos con agudas voces de Per, ambos posibles contendientes en las listas de todo el mundo. El ritmo continúa.»
Texto tomado del libreto de letras de canciones y créditos que viene incluido en el álbum recopilatorio "The Pop Hits", pp. 3 y 4

## Lista de canciones
Toda la música compuesta por Per Gessle. 
| N.º   | Título                    | Duración |  |
| 1.    | «Opportunity Nox»         | 2:59     |  |
| 2.    | «The Look»                | 3:58     |  |
| 3.    | «Dressed For Success»     | 4:12     |  |
| 4.    | «Dangerous»               | 3:50     |  |
| 5.    | «Joyride»                 | 4:01     |  |
| 6.    | «The Big L»               | 4:30     |  |
| 7.    | «Church of your Heart»    | 3:23     |  |
| 8.    | «How Do You Do!»          | 3:12     |  |
| 9.    | «Sleeping in My Car»      | 3:33     |  |
| 10.   | «Run to You»              | 3:39     |  |
| 11.   | «June Afternoon»          | 4:13     |  |
| 12.   | «Stars»                   | 3:57     |  |
| 13.   | «The Centre Of The Heart» | 3:22     |  |
| 14.   | «Real Sugar»              | 3:17     |  |
| 15.   | «Little Miss Sorrow»      | 3:54     |  |
| 56:00 |                           |          |  |

- Bonus tracks que vienen incluidos en el EP de la edición especial limitada del álbum "The Pop Hits".

Toda la música compuesta por Per Gessle. 
| N.º   | Título                                     | Duración |  |
| 1.    | «Stupid»                                   | 3:26     |  |
| 2.    | «Makin' Love to You»                       | 3:52     |  |
| 3.    | «Better Off on Her Own»                    | 2:50     |  |
| 4.    | «Bla Bla Bla Bla Bla (You Broke My Heart)» | 4:39     |  |
| 14:47 |                                            |          |  |

### Sencillos
- Opportunity Nox:
  1. "Opportunity Nox"
  2. "Fading Like A Flower (Every Time You Leave)" (en vivo)
  3. "Breathe (Tits & Ass Demo)"

## Posición en las listas
| País         | Posición (2003) |
| ------------ | --------------- |
| Alemania     | 22              |
| Austria      | 32              |
| Bélgica      | 17              |
| Dinamarca    | 17              |
| Finlandia    | 40              |
| Noruega      | 13              |
| Países Bajos | 27              |
| Suecia       | 16              |
| Suiza        | 27              |

## Créditos
- Per Gessle - Voz, composición y producción.
- Marie Fredriksson - Voz.
- Clarence Öfwerman - Producción.
- Tempel - Dirección de arte.
- Mattias Edwall - Fotografía.
- George Marino - Edición y masterización.